# 長野県道287号町村白川村井停車場線
長野県道287号町村白川村井停車場線（ながのけんどう287ごう まちむらしらかわむらいていしゃじょうせん）は、長野県松本市を走る県道。松本市中山の区間は道幅が狭いため、バイパスが設けられ、新線と旧線の2つが存在する。

## 概要

### 路線データ
- 距離：8.8km
- 新線起点：長野県松本市中山、中山小学校交差点（長野県道63号松本塩尻線≒東山山麓広域農道交点）
- 旧線起点：長野県松本市中山、無名の交差点、（長野県道63号松本塩尻線≒東山山麓広域農道交点）
- 終点：長野県松本市村井町南1丁目、村井駅前（長野県道48号松本環状高家線旧線交点、重複終了地点）
- 車線数：2車線

## 重複区間
- 長野県道289号寺村南松本停車場線（松本市寿豊丘、白川交差点・松本市内田、内田交差点間）
- 長野県道288号新茶屋塩尻線（松本市寿小赤、寿小池交差点・松本市寿南、田川橋交差点間）
- 長野県道48号松本環状高家線旧線（松本市村井町南3丁目、村井交差点・松本市村井町南1丁目、村井駅前〈終点〉間）

## 交差している道路
- 長野県道63号松本塩尻線≒東山山麓広域農道（松本市中山、中山小学校交差点、新線起点）
- 長野県道63号松本塩尻線≒東山山麓広域農道（松本市中山、無名の交差点、旧線起点）
- 長野県道287号町村白川村井停車場線（松本市中山、無名の交差点、新線、旧線合流地点）
- 牛伏川堤防道路（松本市寿白瀬淵、無名の交差点）
- 長野県道289号寺村南松本停車場線（松本市寿豊丘、白川交差点、重複開始）
- 塩沢川堤防道路（松本市内田、無名の交差点）
- 長野県道289号寺村南松本停車場線、（松本市内田、無名の交差点、重複終了）
- 長野県道288号新茶屋塩尻線（松本市寿小赤、寿小池交差点、重複開始）
- 長野県道288号新茶屋塩尻線（松本市寿南、田川橋交差点、重複終了）
- 田川堤防道路（松本市村井町南4丁目、田川橋西交差点）
- 国道19号（松本市村井町南3丁目、村井交差点）
- 長野県道48号松本環状高家線旧線（松本市村井町南3丁目、村井交差点、重複開始）
- 長野県道48号松本環状高家線旧線（松本市村井町南1丁目、村井駅前、重複終了）

## 沿線
新線、旧線とも、起点から新線と旧線合流地点までは丘陵地帯にあり、畑が多い。カーブもダイナミックで坂もきつい。合流後は中山台団地という住宅団地が左手にあり、住宅が続く。白川交差点で左折し、南へ方向転換する。これ以降も寿台団地、松原団地など住宅が多いところを通る。寿台交差点付近はこれらの団地の中心部で商業施設も見られる。しばらく行くと風景は住宅中心から田畑が中心となる。小河川「舟沢川」を渡ると馬場家住宅がある。その後塩沢川を渡ると、右折し次は川に沿うように走る。平坦な地形ところに出ると、右折、北進する。その後再び塩沢川を渡り、長野県道288号新茶屋塩尻線と交差、重複する。ここからは、左折、西進することになる。このあたりからは、再び住宅が中心の景色が見られる。田川橋直前で、長野県道288号新茶屋塩尻線との重複が終わる。路線はまっすぐ進み、右手にはまつもと医療センターがある。その後は国道19号と交差。これから先は村井駅前の商店街が続き、村井駅に到達すると路線も終わる。